# Casa dei Borgognoni

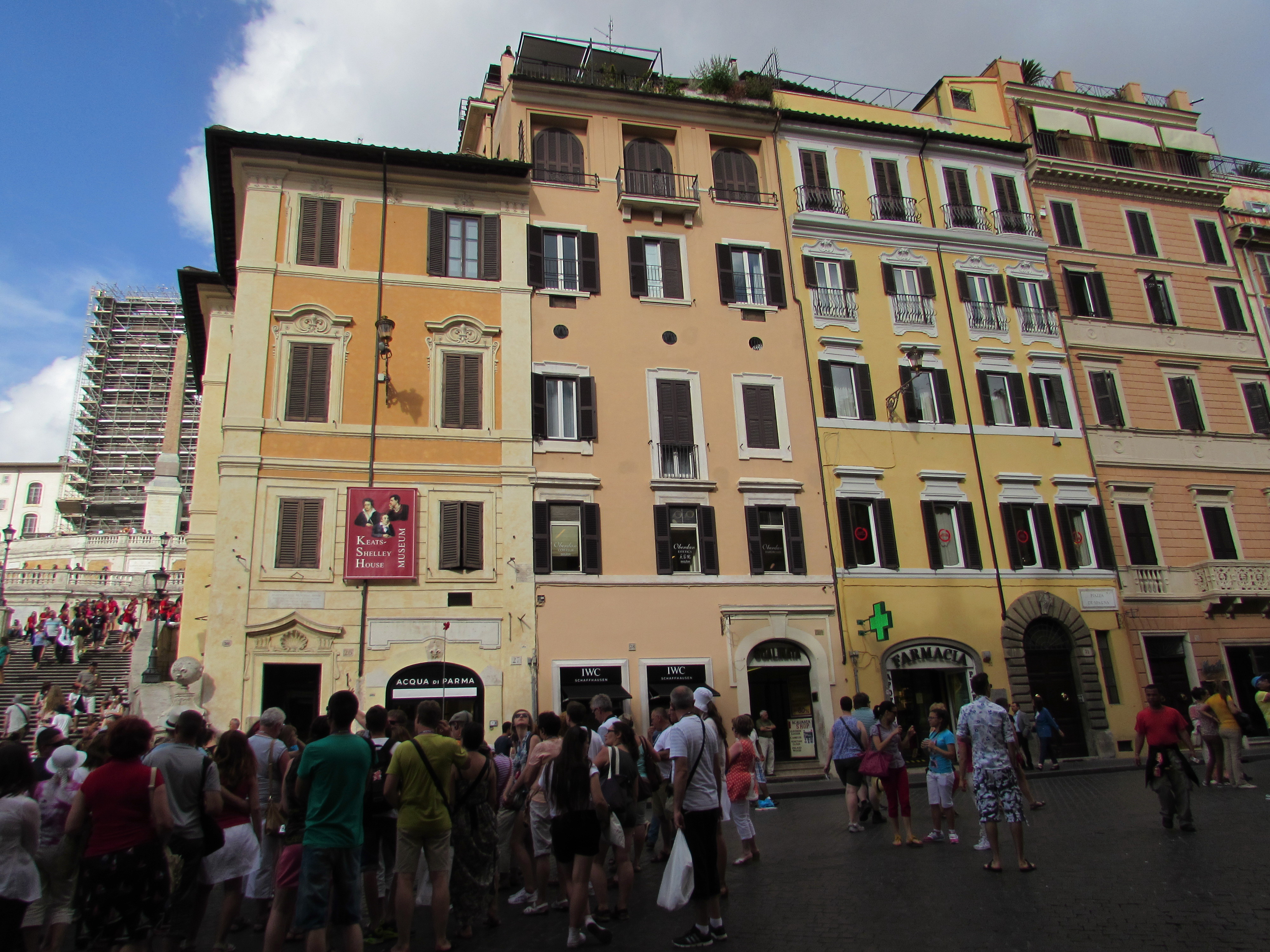
Nesta imagem da Piazza di Spagna, a Casa dei Borgononi é a casa amarela no centro-direita, com uma farmácia no piso térreo.

Casa dei Borgognoni é um palácio localizado no número 30 da Piazza di Spagna, no rione Campo Marzio de Roma. Banqueiros e comerciantes da Borgonha aparecem nos registros em Roma desde o século XV. Durante a Guerra dos Trinta Anos (1618-1648) e especialmente entre 1630 e 1642, muitos habitantes do Franco-Condado (a parte da Borgonha que pertencia ao Reino da Espanha) buscaram refúgio em Roma. Em 1650, um grupo deles fundou uma confraternidade nacional, que cresceu em 1678 quando um outro grupo de refugiados chegou a Roma por causa da anexação do Franco-Condado pelo Reino da França. Os borgonheses (em italiano:  borgognoni) viviam entre a Piazza di Spagna e a Via del Corso, onde uma rua (a Via Borgognona) e uma casa ainda levam seu nome. Em 1728, a confraternidade construiu uma igreja nacional numa pequena praça perto de San Silvestro in Capite chamada Santi Claudio e Andrea dei Borgognoni.
Entre 1948 e 1978, ali viveu o artista Giorgio De Chirico.